# Max Hanemann
Max Wolfgang Hanemann, född den 17 april 1881 i Helsingfors, död där den 30 juni 1945, var en finländsk tidningsman, gift med Thyra Hanemann. 
Hanemann började sin journalistiska bana 1904 efter att ha undervisat vid folkhögskola. År 1909 kom han till Nya Pressen, där han blev kvar till 1930, från 1921 (då tidningen efter ett par sammanslagningar fick namnet Svenska Pressen) som chefredaktör. Lapporörelsen hade utövat ett starkt tryck på förläggaren Amos Anderson för att få bort honom. Hanemann var återstoden av sitt liv medarbetare i Vasabladet, Åland och Svenska Finland. Åren 1922-33 var han ordförande i Finlands svenska publicistförbund. Han publicerade även en levnadsteckning över sin mentor, Axel Lille (1931).